# Boutersem
Boutersem is een plaats en gemeente in de Belgische provincie Vlaams-Brabant. De gemeente telt ruim 8.000 inwoners. Een andere naam, die door de inwoners van Boutersem wordt gebruikt, is Baatsem. De oude spelling die hier en daar te vinden is in Boutersem is "Bautersem".

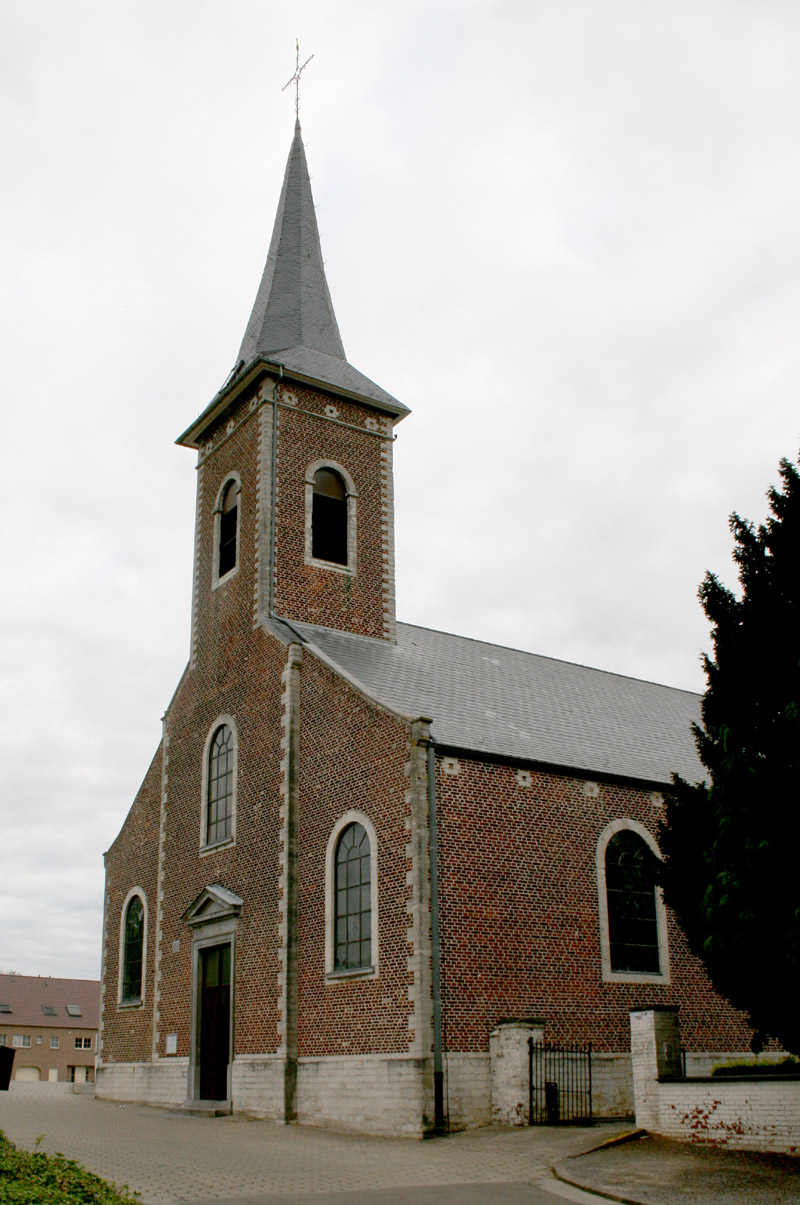
Sint-Hilariuskerk

## Geografie

### Kernen
Naast Boutersem zelf telt de gemeente volgende woonkernen: Butsel, Kerkom, Neervelp, Roosbeek, Vertrijk, Willebringen en Honsem.

#### Deelgemeenten
| # | Naam         | Opp. (km²) | Inwoners (2020) | Inwoners per km² | NIS-code |
| - | ------------ | ---------- | --------------- | ---------------- | -------- |
| 1 | Boutersem    | 5,45       | 2.829           | 519              | 24016A0  |
| 2 | Vertrijk     | 6,04       | 1.108           | 183              | 24016A1  |
| 3 | Kerkom       | 6,91       | 1.233           | 178              | 24016B   |
| 4 | Roosbeek     | 4,68       | 1.902           | 407              | 24016C   |
| 5 | Neervelp     | 2,67       | 634             | 238              | 24016D   |
| 6 | Willebringen | 5,39       | 529             | 98               | 24016D4  |

## Geschiedenis
De Tiendaagse Veldtocht van 2 tot 12 augustus 1831 was een veldtocht van koning Willem I der Nederlanden om de Belgische Opstand met wapengeweld te onderdrukken. Op 11 en 12 augustus 1831 stonden in Boutersem het Belgische leger , aangevoerd door koning Leopold I, en het Nederlandse leger, aangevoerd door prins Willem (de latere koning Willem II) tegenover elkaar : de Slag bij Boutersem of de Slag bij Leuven (1831). België verkreeg zijn soevereiniteit door de dreiging van Franse militaire steun.
De gemeente in zijn huidige vorm is ontstaan als gevolg van drie fusieoperaties. In 1964 werden Boutersem en Vertrijk samengevoegd en in 1970 werden Roosbeek en Kerkom aan die fusiegemeente toegevoegd. Bij de nationale fusieoperatie van 1976 werden Willebringen en Neervelp die sedert 1970 deel uitmaakten van de fusiegemeente Honsem opgenomen, en kreeg de gemeente zijn definitieve grenzen.
In 1980 kocht de gemeente Boutersem het kasteel van Kwabeek en het bijbehorende park en vestigde hier het gemeentehuis. Deze functie vervult het tot op de dag van vandaag.
De geschiedenis van het 12e Linieregiment van het Belgisch Leger is nauw verbonden met die van de gemeente Boutersem. De gemeente heeft daarom in 2019 met de stad Luik samengewerkt aan een tentoonstelling en datzelfde jaar een straat de naam "12e Liniehof" gegeven.
Op 12 augustus 2021 was er de herdenking "190 jaar Slag bij Boutersem". Deze herdenking vond plaats in aanwezigheid van onder meer van de plaatsvervangend Nederlandse ambassadeur en het Belgische Bataljon 12de Linie.

## Bezienswaardigheden
- De Sint-Hilariuskerk
- De Sint-Michielskerk te Butsel
- De Onze-Lieve-Vrouw van Sterrenbornekapel te Butsel
- Het Kasteel van Boutersem
- Het Oud kasteel van Boutersem te Butsel

## Natuur en landschap
Boutersem ligt aan de Velp die in oostelijke richting stroomt, met zijrivieren als Kleine Vondelbeek. Het ligt in het Hageland op een hoogte van 50-93 meter. Een belangrijk natuurgebied is Snoekengracht in de vallei van de Velp. Verder vindt men hier het Butselbos.

## Demografische ontwikkeling

### Demografische evolutie voor de fusie
- Bronnen:NIS, Opm:1831 tot en met 1970=volkstellingen; 1976 = inwonertal op 31 december
- 1970:Aanhechting van Vertrijk (1965), Kerkom en Neervelp (1970)

### Demografische ontwikkeling van de fusiegemeente
Alle historische gegevens hebben betrekking op de huidige gemeente, inclusief deelgemeenten, zoals ontstaan na de fusie van 1 januari 1977.
- Bronnen:NIS, Opm:1806 tot en met 1981=volkstellingen; 1990 en later= inwonertal op 1 januari

| Inwoners van jaar tot jaar op 1 januari 1992 tot heden | Inwoners van jaar tot jaar op 1 januari 1992 tot heden | Inwoners van jaar tot jaar op 1 januari 1992 tot heden |
| jaar                                                   | Aantal                                                 | Evolutie: 1992=index 100                               |
| ------------------------------------------------------ | ------------------------------------------------------ | ------------------------------------------------------ |
| 1992                                                   | 6.700                                                  | 100,0                                                  |
| 1993                                                   | 6.747                                                  | 100,7                                                  |
| 1994                                                   | 6.799                                                  | 101,5                                                  |
| 1995                                                   | 6.928                                                  | 103,4                                                  |
| 1996                                                   | 6.979                                                  | 104,2                                                  |
| 1997                                                   | 7.006                                                  | 104,6                                                  |
| 1998                                                   | 7.081                                                  | 105,7                                                  |
| 1999                                                   | 7.188                                                  | 107,3                                                  |
| 2000                                                   | 7.234                                                  | 108,0                                                  |
| 2001                                                   | 7.255                                                  | 108,3                                                  |
| 2002                                                   | 7.327                                                  | 109,4                                                  |
| 2003                                                   | 7.452                                                  | 111,2                                                  |
| 2004                                                   | 7.525                                                  | 112,3                                                  |
| 2005                                                   | 7.531                                                  | 112,4                                                  |
| 2006                                                   | 7.532                                                  | 112,4                                                  |
| 2007                                                   | 7.519                                                  | 112,2                                                  |
| 2008                                                   | 7.541                                                  | 112,6                                                  |
| 2009                                                   | 7.654                                                  | 114,2                                                  |
| 2010                                                   | 7.691                                                  | 114,8                                                  |
| 2011                                                   | 7.691                                                  | 114,8                                                  |
| 2012                                                   | 7.792                                                  | 116,3                                                  |
| 2013                                                   | 7.946                                                  | 118,6                                                  |
| 2014                                                   | 7.974                                                  | 119,0                                                  |
| 2015                                                   | 8.063                                                  | 120,3                                                  |
| 2016                                                   | 8.132                                                  | 121,4                                                  |
| 2017                                                   | 8.178                                                  | 122,1                                                  |
| 2018                                                   | 8.167                                                  | 121,9                                                  |
| 2019                                                   | 8.242                                                  | 123,0                                                  |
| 2020                                                   | 8.242                                                  | 123,0                                                  |
| 2021                                                   | 8.249                                                  | 123,1                                                  |
| 2022                                                   | 8.386                                                  | 125,2                                                  |
| 2023                                                   | 8.527                                                  | 127,3                                                  |
| 2024                                                   | 8.634                                                  | 128,9                                                  |
| 2025                                                   | 8.709                                                  | 130,0                                                  |

## Cultuur

### Taal
De officiële taal is er het Nederlands. Vele, vooral oudere inwoners gebruiken er het lokale dialect. Door immigratie van mensen die in Leuven studeerden en achteraf in de streek bleven hangen, wordt het lokale dialect in een minderheidsrol verdrongen.

## Religie en levensbeschouwing
In de gemeente bevinden zich verschillende kerkdorpen. De kerken zijn:
- Sint-Hilariuskerk te Boutersem
- Sint-Martinuskerk te Kerkom
- Sint-Remigiuskerk te Neervelp
- Sint-Annakerk te Roosbeek
- Onze-Lieve-Vrouw en Sint-Luciakerk te Vertrijk
- Sint-Pieterskerk te Willebringen

Daarnaast bevinden zich ook kapelletjes op het grondgebied van de gemeente waaronder de Sint-Martinuskapel bij Hoogbutsel en de Onze-Lieve-Vrouw-ten-Bloedekapel in Roosbeek.

## Bekende Boutersemnaren
- Antoine Ernst de Bunswyck (1874-1943), secretaris-generaal Ministerie van Justitie
- Georges Claes (1920-1994), tweevoudig winnaar Parijs-Roubaix
- Edward Peeters (1923-2002), wielrenner, ritwinnaar in onder meer de ronde van Zwitserland en de ronde van België
- Eddy Verloes (1959), Belgisch fotograaf met internationaal palmares, master Letteren en Wijsbegeerte, docent en ereburger van Boutersem
- Sandy Boets (1978), zangeres
- Élodie Ouédraogo (1981), atlete

## Mobiliteit

### Openbaar vervoer
Het openbaar vervoer in Boutersem wordt verzekerd door de NMBS (treinverbindingen) en De Lijn (busverbindingen).

#### Spoorvervoer
Boutersem heeft 1 spoorwegstation: het station Vertrijk in de gelijknamige deelgemeente. Dit station ligt langs spoorlijn 36 en verbindt de gemeente onder andere rechtstreeks met Landen, Tienen, Leuven, de luchthaven in Zaventem en Brussel.

#### Busvervoer
Boutersem kent twee belangrijke buslijnen op haar grondgebied. De lijn 60 (Leuven – Boutersem - Tienen) verbindt de kernen Roosbeek en Boutersem met de steden Tienen en Leuven. Lijn 6 (Hoegaarden – Neervelp – Leuven – Wijgmaal) verbindt de deelgemeente Neervelp met Leuven. Voor de intergemeentelijke verplaatsingen is er ook een belbus aanwezig in Boutersem. Met deze belbus kan iedereen in de gemeente zich ook naar Tienen verplaatsen. Er zijn ook nog specifieke schoolbussen en marktbussen in de verschillende deelgemeentes. Enkel lijnen 527 (schoolbus naar Heverlee) en 680 (marktbus naar Tienen) rijden door de hoofdkern Boutersem.

### Wegennet
De belangrijkste wegen op het grondgebied van Boutersem zijn de N3 (die de gemeente verbindt met o.a. Leuven en Tienen), de N234 (Bevekom en Binkom) en de E40 (Leuven, Brussel, Tienen en Luik).

## Politiek

### Burgemeesters
- 1976-1988: Remi Pelegrin (CVP)
- 1989-1994: Jos Bosmans (CVP)
- 1995-2012: Guido Langendries (sp.a)
- 2013-2018: Sarah Boon (sp.a)
- 2019-2024: Chris Vervliet (CD&V)
- 2024-heden: Glenn Van Rillaer (Voor Boutersem)

#### 2013-2018
Burgemeester was Sarah Boon (sp.a). Zij leidde een coalitie bestaande uit sp.a en CD&V. Samen vormden ze de meerderheid met 12 op 19 zetels.

#### 2019-2024
Na de gemeenteraadsverkiezingen van 14 oktober 2018 werd CD&V de grootste partij. De CD&V sloot een coalitie met N-VA en Open VLD. Samen vormen ze een meerderheid van 11 op 19 zetels. De burgemeester is Chris Vervliet.

#### 2024-2030
Na de gemeenteraadsverkiezingen van 13 oktober 2024 werd het socialistische Voor Boutersem de grootste partij. De partij ging in zee met CD&V. Samen vormen ze een meerderheid van 15 op 19 zetels. Burgemeester werd Glenn Van Rillaer (Voor Boutersem).

### Resultaten gemeenteraadsverkiezingen sinds 1976
| Partij of kartel     | Partij of kartel                | 10-10-1976 | 10-10-1976 | 10-10-1982 | 10-10-1982 | 9-10-1988 | 9-10-1988 | 9-10-1994 | 9-10-1994 | 8-10-2000 | 8-10-2000 | 8-10-2006 | 8-10-2006 | 14-10-2012 | 14-10-2012 | 14-10-2018 | 14-10-2018 | 13-10-2024 | 13-10-2024 |
| Stemmen / Zetels     | Stemmen / Zetels                | %          | 17         | %          | 17         | %         | 17        | %         | 17        | %         | 19        | %         | 19        | %          | 19         | %          | 19         | %          | 19         |
| -------------------- | ------------------------------- | ---------- | ---------- | ---------- | ---------- | --------- | --------- | --------- | --------- | --------- | --------- | --------- | --------- | ---------- | ---------- | ---------- | ---------- | ---------- | ---------- |
|                      | SP1/ sp.a2/ Voor Boutersem3     | 23,241     | 4          | 29,241     | 5          | 23,951    | 4         | 34,981    | 7         | 38,321    | 8         | 40,422    | 8         | 33,882     | 7          | 25,62      | 5          | 38,13      | 8          |
|                      | Agalev1/ Groen2                 | -          |            | -          |            | 7,061     | 0         | 7,061     | 0         | 8,371     | 1         | -         |           | 8,952      | 1          | 14,72      | 3          | 12,22      | 2          |
|                      | PVV1/ VLD2/ Open Vld3           | 25,681     | 4          | 21,281     | 3          | 24,311    | 4         | 22,222    | 4         | 27,162    | 6         | 25,52     | 4         | 19,153     | 4          | 14,33      | 2          | -          |            |
|                      | CVP1/ B20002/ CD&V+N-VAA/ CD&V3 | 46,061     | 9          | 49,481     | 9          | 44,681    | 9         | 34,962    | 6         | 22,451    | 4         | 34,08A    | 7         | 23,833     | 5          | 26,83      | 6          | 31,43      | 7          |
|                      | VU1/ CD&V+N-VAA/ N-VA2          | 5,021      | 0          | -          |            | -         |           | -         |           | -         |           | 34,08A    | 7         | 14,182     | 2          | 15,02      | 3          | 14,12      | 2          |
| Anderen(*)           | Anderen(*)                      | -          |            | -          |            | -         |           | 0,78      | 0         | 3,7       | 0         | -         |           | -          |            | 3,6        | 0          | 4,3        | 0          |
| Totaal stemmen       | Totaal stemmen                  | 4532       | 4532       | 4733       | 4733       | 4874      | 4874      | 5075      | 5075      | 5350      | 5350      | 5620      | 5620      | 5664       | 5664       | 5912       | 5912       | 4398       | 4398       |
| Opkomst %            | Opkomst %                       |            |            |            |            | 96,17     | 96,17     | 94,3      | 94,3      | 94,42     | 94,42     | 95,89     | 95,89     | 93,87      | 93,87      | 93,9       | 93,9       | 66,4       | 66,4       |
| Blanco en ongeldig % | Blanco en ongeldig %            | 1,94       | 1,94       | 4,27       | 4,27       | 2,93      | 2,93      | 3,68      | 3,68      | 4         | 4         | 4,88      | 4,88      | 3,39       | 3,39       | 3,7        | 3,7        | 1,6        | 1,6        |

De rode cijfers en letters naast de gegevens duiden aan onder welke naam de partijen telkens bij een verkiezing opkwamen.

De zetels van de gevormde meerderheid staan vetjes afgedrukt. De grootste partij is in kleur.

(*) 1994: NWP (0,78%) / 2000: G.B.L. (3,7%) / 2018: Leefbaar Boutersem (3,6%) / 2024: DorpspartijBoutersem (3,3%), Mijn Dorp (1%)

## Nabijgelegen kernen
Butsel, Roosbeek, Vertrijk, Lovenjoel, Lubbeek